# El Rosario (paroisse civile)
Pour les articles homonymes, voir El Rosario et Rosario (homonymie).
El Rosario est l'une des trois paroisses civiles de la municipalité de Rosario de Perijá dans l'État de Zulia au Venezuela. Sa capitale est Villa del Rosario, chef-lieu de la municipalité.